# جين (لواريت)
جين (بالفرنسية:Gien) هي بلدية تقع في إقليم لواريت في شمال وسط فرنسا. تقع المدينة على نهر لوار، على بعد 80 كم (50 ميل) من أورليان.

## تاريخ

### الحرب العالمية الثانية
تم تدمير الكثير من مباني المدينة خلال الحرب العالمية الثانية، وتعرضت للقصف من قبل القوات الجوية، التي كانت تهدف إلى تدمير جسر المدينة لمنع الجيش الفرنسي من الانسحاب. تسبب القصف في اندلاع حريق هائل دمر أكثر من أربعمائة مبنى، بما في ذلك الكنيستان الرئيسيتان في المدينة. وأعيد بناءها بعد الحرب.

## روابط خارجية
- موقع الويب الرسمي باللغة الفرنسية
- مصنع جين باللغة الإنجليزية
- فيديو عن مصنع جين باللغة الإنجليزية